# Caradrina pseudopertinax
Caradrina pseudopertinax là một loài bướm đêm trong họ Noctuidae.